# Dürrhofkapelle (Rauenberg)

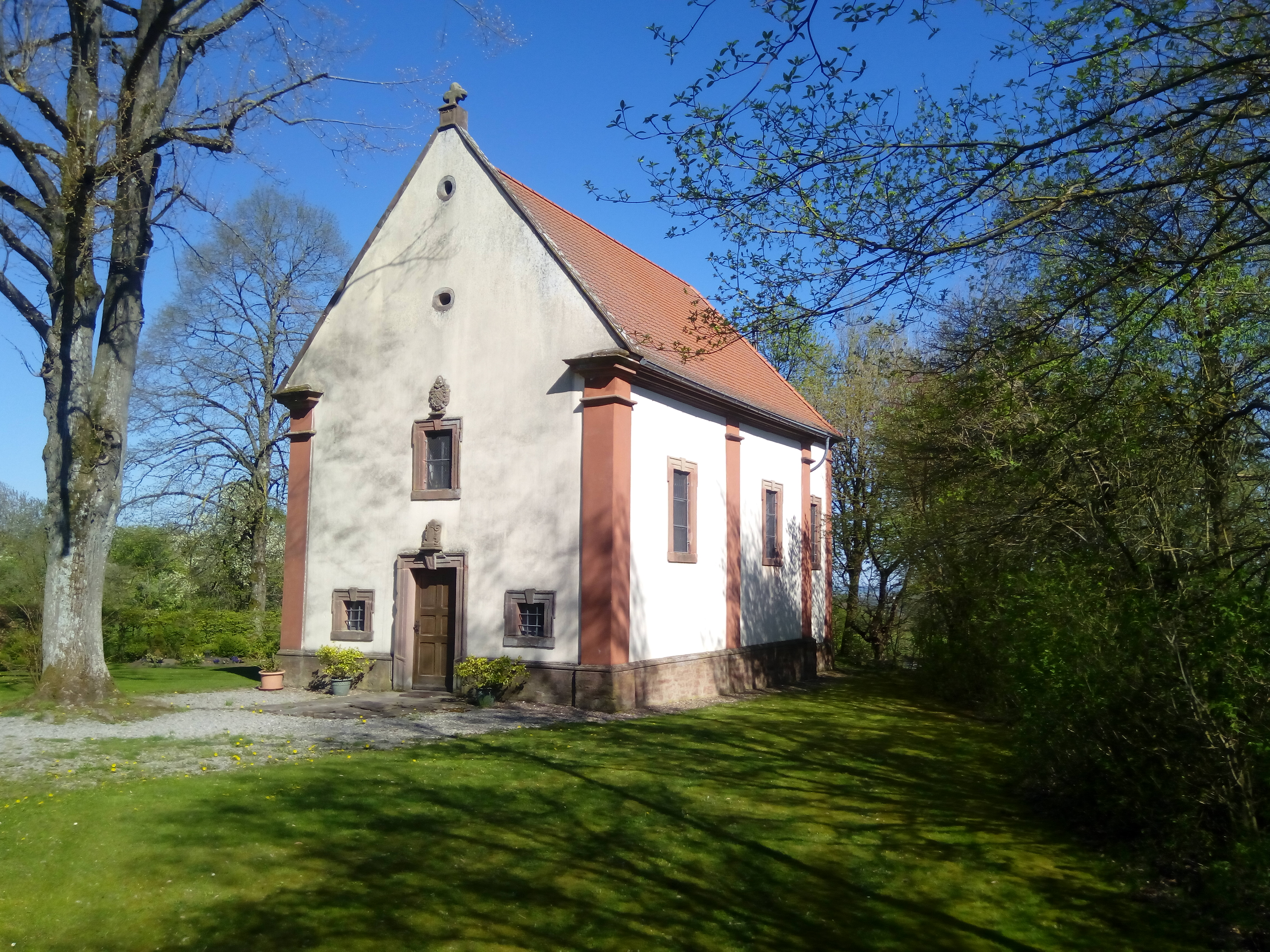
Blick auf die Dürrhofkapelle

Die römisch-katholische Dürrhofkapelle befindet sich beim Dürrhof mit Forst- und Waldhaus, einer Kleinsiedlung, die auf der Gemarkung des Freudenberger Stadtteils Rauenberg im Main-Tauber-Kreis liegt. Sie wurde im Jahre 1718 errichtet. Es handelt sich um einen pilastergegliederten Bau mit eingezogenem Chor und geohrten Fenstern. Die Dürrhofkapelle ist ein Kulturdenkmal der Stadt Freudenberg. Die Kapelle gehört zur Seelsorgeeinheit Freudenberg, die dem Dekanat Tauberbischofsheim des Erzbistums Freiburg zugeordnet ist.